# Zhoř (Vilémov)

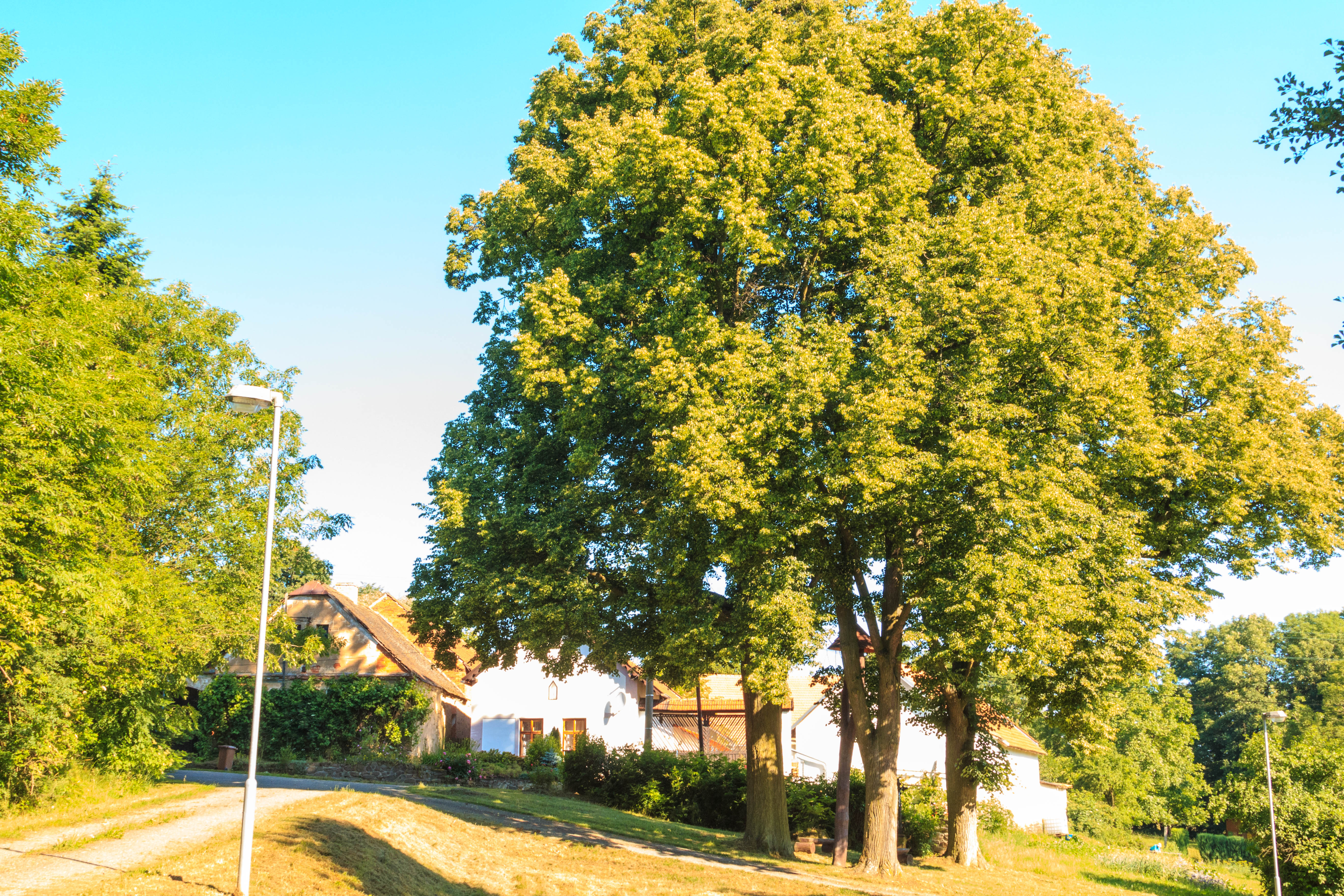
Dorfplatz

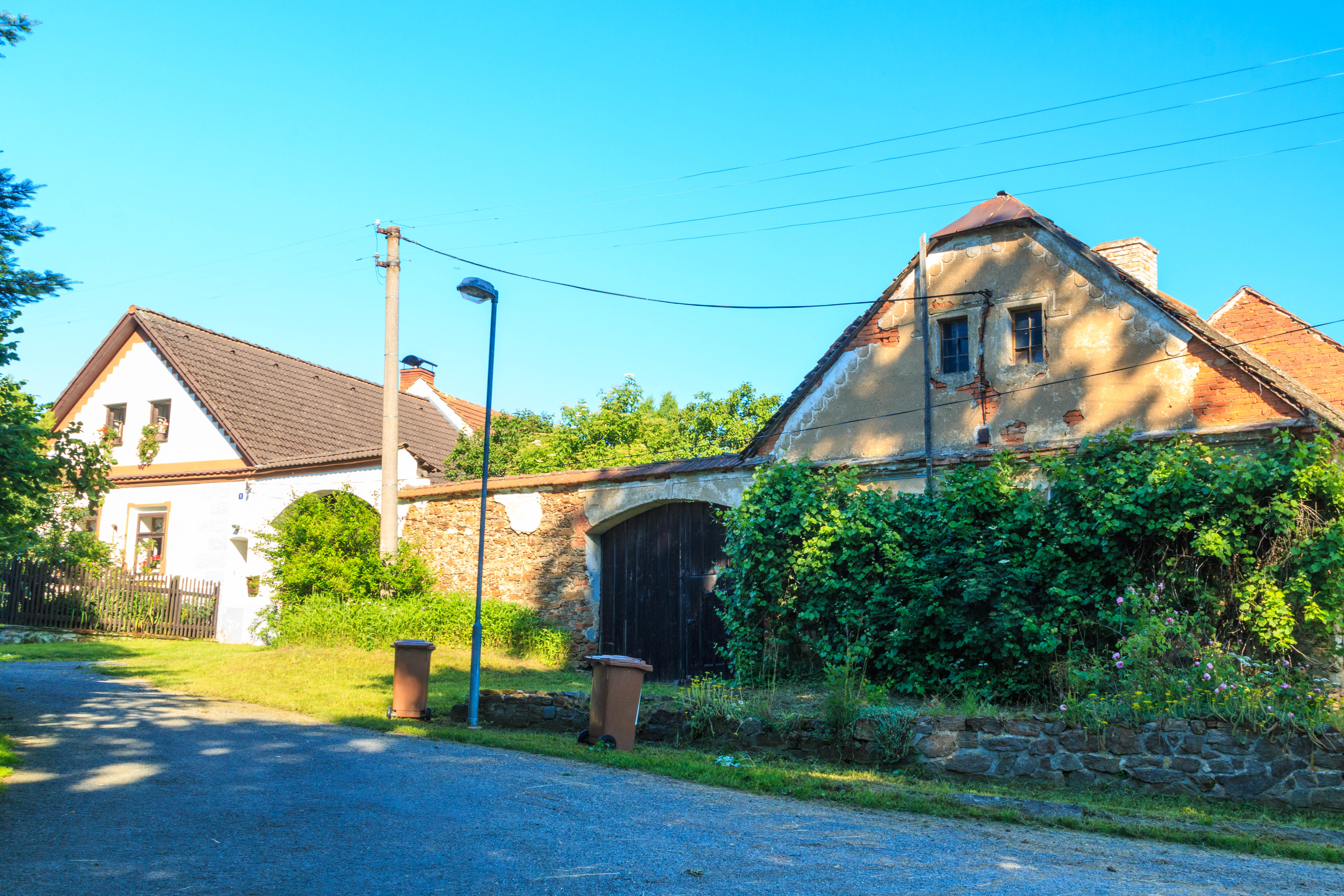
Gehöft Nr. 1 U Zemanů

Zhoř (deutsch Zhorz, 1939–45: Shorsch) ist ein Ortsteil der Minderstadt Vilémov in Tschechien. Er liegt vier Kilometer südwestlich von Vilémov und gehört zum Okres Havlíčkův Brod.

## Geographie
Zhoř befindet sich rechtsseitig über dem Tal des Baches Babský potok in der Hornosázavská pahorkatina (Hügelland an der oberen Sázava). Nördlich erhebt sich die Baba (416 m n.m.).
Nachbarorte sind Vrtěšice und Klášter im Norden, Sychrov, Točice und Ždánice im Nordosten, Jakubovice im Osten, Petrovice u Uhelné Příbramě und Leškovice im Südosten, Rybníček und Habry im Süden, Frýdnava im Südwesten, Kobylí Hlava, Chlumek und Dolík im Westen sowie Hajárna, Olšinky und Nasavrky im Nordwesten.

## Geschichte
Der Legende nach soll der Fürst Bořivoj in den damals dichten Wäldern während der Jagd von einem verletzten  Auerochsen angegriffen und durch einen Fürsten Záhoř aus der Notsituation gerettet worden sein. Als Dank dafür soll Bořivoj die Wälder dem Záhoř geschenkt haben, der darin eine Feste erbaute, um die das nach seinem Gründer benannte Dorf Záhoři entstand. Der Hofname U Zemanů (Nr. 1) ist wahrscheinlich auf diese Legende zurückzuführen. Tatsächlich sind die in Tschechien nicht seltenen Ortsbezeichnungen Zhoř, Zhořec, Žďár, Žďárec etc. typische Siedlungsnamen aus der Zeit des Landesausbaus für auf Brandrodungen entstandene Dörfer.
Die erste urkundliche Erwähnung von Zhorz erfolgte 1557 unter den Gütern des Benediktinerklosters Wilmzell. Nachdem das Kloster um 1575 aufgegeben worden war, verkaufte König Rudolf II. 1577 das wüste Kloster mit den Dörfern Bučowitz, Heřmanitz, Borek, Hostaulitz, Zhoř, Jakubowitz, Zdanitz, Ponstwy, Kmec und Čestowitz sowie weiterem Zubehör an Beneš Beneda von Nečtiny. Zum Ende des 17. Jahrhunderts erwarben die Grafen Caretto von Milessimo die Herrschaft Wilimow und erhoben sie später zum Familienfideikommiss. Zu dieser Zeit wurde das Dorf als Zhorž bezeichnet.
Im Jahre 1840 bestand das im Caslauer Kreis gelegene Dorf Zhoř aus 9 Häusern, in denen 61 Personen lebten. Pfarr- und Amtsort war Kloster. Bis zur Mitte des 19. Jahrhunderts blieb Zhoř der Fideikommissherrschaft Wilimow untertänig.
Nach der Aufhebung der Patrimonialherrschaften bildete Zhoř ab 1849 einen Ortsteil der Gemeinde Nasavrky im Gerichtsbezirk Habern. Ab 1868 gehörte der Ort zum Bezirk Časlau. 1869 hatte Zhoř 58 Einwohner und bestand aus 9 Häusern. Im Jahre 1900 lebten in Zhoř 56 Menschen, 1910 waren es 52. Zhoř und Jakubovice lösten sich 1921 von Nasavrky los und bildeten die Gemeinde Zhoř. 1930 hatte Zhoř 46 Einwohner und bestand aus 7 Häusern. 1948 wurde die Gemeinde dem Okres Chotěboř zugeordnet, seit der Gebietsreform von 1960 gehört sie zum Okres Havlíčkův Brod. 1961 erfolgte die Eingemeindung nach Vilémov. Beim Zensus von 2001 lebten in den 5 Häusern des Dorfes keine ständigen Einwohner.

## Ortsgliederung
Die Ortsteile Jakubovice und Zhoř bilden den Katastralbezirk Zhoř u Vilémova.

## Sehenswürdigkeiten
- Hölzerner Glockenbaum auf dem Dorfplatz
- Gusseisernes Flurkreuz